# Марко Пантелич
Ма́рко Панте́лич (серб. Marko Pantelić/Марко Пантелић, нар. 15 вересня 1978, Белград) — колишній сербський футболіст, нападник.

## Клубна кар'єра
Вихованець юнацьких команд футбольних клубів «Црвена Звезда», ПАЕ та «Іракліс».
У дорослому футболі дебютував 1995 року виступами за грецький «Іракліс», в якій провів один сезон, взявши участь лише у 8 матчах чемпіонату.
Згодом, з 1997 по 2005 рік, грав у складі низки клубів, проте ніде не міг здобути постійного місця в основному складі.
Проте, своєю грою за «Црвена Звезда» привернув увагу представників тренерського штабу клубу «Герта», до складу якого приєднався 2005 року. Відіграв за берлінський клуб наступні чотири сезони своєї ігрової кар'єри. Більшість часу, проведеного у складі берлінського клубу, був основним гравцем команди. У складі «Герти» був одним з головних бомбардирів команди, маючи середню результативність на рівні 0,39 голу за гру першості.
Протягом 2009–2010 років захищав кольори команди клубу «Аякс». За цей час виборов титул володаря Кубка Нідерландів.
До складу «Олімпіакоса» з Пірея приєднався 21 серпня 2010 року, захищав його кольори до припинення професійних виступів на футбольному полі у 2013.

## Виступи за збірну
2006 року дебютував в офіційних матчах у складі національної збірної Сербії. Наразі провів у формі головної команди країни 43 матчі, забивши 10 голів.
У складі збірної був учасником чемпіонату світу 2010 року у ПАР.

## Титули та досягнення
- Володар Кубка Франції (1):

«Парі Сен-Жермен»: 1997-98
- Володар Кубка французької ліги (1):

«Парі Сен-Жермен»: 1997-98
- Володар Кубка Швейцарії (1):

«Лозанна»: 1998-99
- Володар Кубка Сербії та Чорногорії (2):

«Сартід»: 2002-03
«Црвена Звезда»: 2003-04
- Чемпіон Сербії та Чорногорії (1):

«Црвена Звезда»: 2003-04
- Володар Кубка Інтертото (1):

«Герта»: 2006
- Володар Кубка Нідерландів (1):

«Аякс»: 2009-10
- Чемпіон Греції (3):

«Олімпіакос»: 2010-11, 2011-12, 2012-13
- Володар Кубка Греції (2):

«Олімпіакос»: 2011-12, 2012-13
- Найкращий бомбардир Чемпіонату Сербії та Чорногорії (1):

«Црвена Звезда»: 2004-05